# Vils (Lech)
De Vils is een dertig kilometer lange linker zijrivier van de Lech in de Oostenrijkse en Duitse Alpen. De Vils ontwatert een gebied ter grootte van 300 km² met een jaarlijkse neerslag van bijna 2000 mm.
De rivier ontspringt in de Allgäuer Alpen in Tirol uit de toevoerrivieren van de Vilsalpsee. De Vils is de enige afvoerweg voor dit meer. Het water stroomt eerst in noordelijke en noordwestelijke richtingen in het district Reutte door het Vilstal en het Tannheimer Tal. In het laatstgenoemde dal volgt het de B 199 door Tannheim, Zöblen en Schattwald. Iets ten noordoosten van de Oberjochpas en slechts enkele honderden meters ten oosten van de Duitse grens stort het water van de Vils zich bij de Vilsfall naar beneden. Daar buigt de rivier naar het noordoosten af en bereikt dan Pfronten in het Duitse Ostallgäu. Langs de B 308 stroomt de rivier naar het oosten, overschrijdt opnieuw de grens met Tirol, stroomt onder de Tannheimer Berge door iets ten zuiden van de grens met Duitsland en doorkruist vervolgens de gemeente Vils, om ten slotte onder de B 179 door in de Lech uit te monden.
De Vils behoort met een gemiddelde afvloed van 76,8 m³/s tot de waterrijkste rivieren in Beieren.
- Bibliothèque nationale de France: cb12369798v (data)
- Gemeinsame Normdatei: 1188894285